# Franz Sjöberg
Franz Vilhelm Teodor Sjöberg, född 12 december 1818 i Västra Alstads församling i dåvarande Malmöhus län, död 14 november 1891 i Södertälje, var en svensk hovrättsnotarie och ansvarig utgivare för den stockholmsbaserade tidningen Folkets Röst, som utgavs åren 1849–1861.
Han drev en antiliberal, republikansk och antisemitisk linje i tidningen.